# نت‌واید اسمبلر
نتواید اسمبلر (به انگلیسی: Netwide Assembler) یا به اختصار نسم (به انگلیسی: NASM) یک اسمبلر و دی‌اسمبلر برای معماری اینتل ایکس۸۶ است. از این اسمبلر می‌توان برای نوشتن برنامه‌های ۱۶-بیتی، ۳۲-بیتی و ۶۴-بیتی استفاده کرد. نسم به عنوان یکی از محبوب‌ترین اسمبلرها برای لینوکس و دیگر سیستم‌عامل‌های شبه یونیکس مانند بی‌اس‌دی شناخته می‌شود. نسم در ابتدا توسط سیمون تاتام و با همکاری ژولیان هال نوشته شد و در حال حاضر توسط تیم کوچکی به رهبری پیتر انوین نگه‌داری می‌شود. نسم یک نرم‌افزار آزاد است و تحت پروانه بی‌اس‌دی عرضه می‌شود. نسم قادر به تولید کردن انواع مختلفی از فایل‌های باینری از جمله COFF, ELF, a.out, Mach-O و پرونده دودویی (دیسک تصویر باینری که برای کامپایل سیستم‌عامل‌ها استفاده می‌شود) است. با این حال، نسم تنها می‌تواند برای قالب ELF کد مستقل از جایگاه (به انگلیسی: position-independent code) تولید کند. همچنین نسم یک قالب باینری مخصوص به خود به نام RDOF دارد.
تنوع قالب‌های خروجی که نسم قادر به تولید آنهاست، به برنامه‌ها اجازه می‌دهد تا تقریباً بر روی همه سیستم‌عامل‌های اکس۸۶ retarget شوند. به علاوه، نسم می‌تواند فایل‌های باینری مسطح تولید کند که این گونه فایل‌ها برای نوشتن بوت لودرها، تصاویر ROM، و دیگر وجوه توسعه سیستم‌عامل استفاده می‌شوند. نسم می‌تواند بر روی سکوهای غیر اکس۸۶ نظیر پاورپی‌سی و اسپارک هم اجرا شود، هر چند که نمی‌تواند برنامه‌هایی که مخصوص این ماشین‌ها هستند را تولید کند. سینتکس مورد استفاده در نسم، گونه‌ای از سینتکس اسمبلی اینتل است و نسم از سینتکس AT&T استفاده نمی‌کند.

## پیوند دادن
نسم تنها فایل‌های مقصود را تولید می‌کند که این فایل‌ها به تنهایی قابل اجرا نیستند. برای تبدیل کردن این فایل‌های مخصوص به برنامه قابل اجرا، باید از یک برنامه خاصی به نام پیوندده استفاده کرد. برای مثال ابزاری به نام LINK در نرم‌افزار ویژوال استودیو یا برنامه ld در سیستم‌عامل‌های شبه یونیکس این کار را انجام می‌دهد.

## مثال
یک برنامه Hello World برای سیستم‌عامل ام‌اس-داس:
```
section
 
.text

org
 
0x100

mov
 
ah
,
 
0x9

mov
 
dx
,
 
hello

int
 
0x21

mov
 
ax
,
 
0x4c00

int
 
0x21

section
 
.data

hello:
 
db
 
'
Hello
,
 
world
!
'
,
 
13
,
 
10
,
 
'
$
'

```

مثالی مشابه برای مایکروسافت ویندوز:
```
global
 
_main

extern
 
_MessageBoxA@16

extern
 
_ExitProcess@4

section
 
code
 
use32
 
class
=
code

_main:

push
 
dword
 
0
 
; UINT uType = MB_OK

push
 
dword
 
title
 
; LPCSTR lpCaption

push
 
dword
 
banner
 
; LPCSTR lpText

push
 
dword
 
0
 
; HWND hWnd = NULL

call
 
_MessageBoxA@16

push
 
dword
 
0
 
; UINT uExitCode

call
 
_ExitProcess@4

section
 
data
 
use32
 
class
=
data

banner:
 
db
 
'
Hello
,
 
world
!
'
,
 
0

title:
 
db
 
'
Hello
'
,
 
0

```

و معادل همین برنامه برای لینوکس:
```
global
 
_start

section
 
.text

_start:

mov
 
eax
,
 
4
 
; write

mov
 
ebx
,
 
1
 
; stdout

mov
 
ecx
,
 
msg

mov
 
edx
,
 
msg.len

int
 
0x80

mov
 
eax
,
 
1
 
; exit

mov
 
ebx
,
 
0

int
 
0x80

section
 
.data

msg:
 
db
 
"
Hello
,
 
world
!
"
,
 
10

.len:
 
equ
 
$
 
-
 
msg

```